# Modisimus ovatus
Modisimus ovatus là một loài nhện trong họ Pholcidae. Loài này được phát hiện ở Cuba.